# Брахма
Брама (санскрит: ब्रह्मा brahmā) је један од врховних богова код хиндуса. Они га сматрају творцем света и свих живих бића. Представљен је са четири лица, окренута на четири стране света, са четири руке. Често га приказују да јаше на птици лабуду. Име овог бога користи се и за име браманског првосвештеника.
Брама се сматра творцем унутар Тримурти, тројства врховног божанства које укључује Вишнуа и Шиву. Он је повезан са стварањем, знањем и Ведама. Брахма се истакнуто помиње у легендама о стварању. У неким Пуранама створио је себе у златном ембриону познатом као Хиранјагарба.
Брахма се често поистовећује са ведским богом Прајапатијем. Током постведског периода, Брахма је био истакнуто божанство и његова секта је постојала; међутим, до 7. века он је изгубио свој значај. Такође је био засењен од стране других великих божанстава као што су Вишну, Шива и Деви, и сведен на улогу секундарног креатора, кога су створила главна божанства. Заједно са другим таквим хиндуистичким божанствима, Брама се понекад посматра као облик (сагуна) иначе безобличног (ниргуна) Брахмана, ултиматне метафизичке стварности у ведантском хиндуизму.
Брахма се обично приказује као брадат човек црвене или златне боје, са четири главе и руку. Његове четири главе представљају четири Веде и усмерене су на четири кардинална правца. Он седи на лотосу и његова вахана (брдо) је хамса (лабуд, гуска или ждрал). Према светим списима, Брахма је створио своју децу из свог ума и зато се они називају Манаспутра.
У савременом хиндуизму, Брама није популаран народном богослужењу и има знатно мањи значај од друга два члана Тримуртија. Брама је поштован у древним текстовима, али ретко обожаван као примарно божанство у Индији, због одсуства било које значајне секте посвећене његовом поштовању. У Индији постоји веома мало храмова посвећених њему, а најпознатији је Храм Брахма, Пушкар у Раџастану. Неки Брахма храмови налазе се изван Индије, као што је Ераван светилиште у Бангкоку.

## Порекло и значење
Порекло израза brahmā је неизвесно, делом зато што се у ведској литератури налази неколико сродних речи, као што су брахман за 'ултиматну стварност' и brāhmaṇa за 'свештеник'. Разлика између духовног концепта брамана и божанства Брахме је у томе што је први апстрактни метафизички концепт без пола у хиндуизму док је други један од многих мушких богова у хиндуистичкој традицији. Духовни концепт брамана је прилично стар и неки научници сугеришу да се божанство Брахма можда појавило као персонификација и видљива икона безличног универзалног принципа брамана. Постојање посебног божанства по имену Брахма се помиње у касним ведским текстовима.
Граматички, именска основа brahma- има два различита облика: именицу средњег рода bráhman, чији је номинативни облик једнине brahma (ब्रह्म); и именица мушког рода brahmán, чији је облик номинатива једнине brahmā (ब्रह्मा). Бивши, средњи облик има уопштено и апстрактно значење, док се други, мушки облик, користи као властито име божанства Брахме.

## Ведска књижевност
Једно од најранијих помена Брахме са Вишнуом и Шивом налази се у петој Прапатаки (лекција) Мајтрајанија Упанишаде, која је вероватно састављена око касног 1. миленијума пре нове ере. Брахма се прво дискутована у стиху 5,1, који се такође назива Кутсајана химна, а затим је објашњен у стиху 5,2.
У пантеистичкој Кутсајана химни, Упанишада тврди да је нечија душа Браман, и да је ова ултиматна реалност, космичка универзала или Бог унутар сваког живог бића. Оно изједначава атман (душу, ја) у себи да буде Брама и разне алтернативне манифестације Брахмана, на следећи начин: „Ти си Брама, ти си Вишну, ти си Рудра (Шива), ти си Агни, Варуна, Вају, Индра, ти уметност све."
У стиху (5,2), Брахма, Вишну и Шива су мапирани у теорију Гуне, то јест, квалитета, психе и урођене склоности које текст описује да се могу се наћи у свим живим бићима. Ово поглавље Мајтри Упанишаде тврди да је универзум настао из таме (тамас), прво као страст коју карактерише урођени квалитет (раџас), која се затим рафинира и диференцира у чистоћу и доброту (сатва). Од ова три квалитета, рајас се затим пресликава на Брахму.